# Jim's Cove
Jim's Cove is een plaats in de Canadese provincie Newfoundland en Labrador. De plaats ligt op een eiland voor de noordkust van Newfoundland en maakt deel uit van de gemeente Triton.

## Geografie
Jim's Cove ligt aan de zuidkust van Triton Island, een eiland in Notre Dame Bay. De plaats ligt 4 km ten noordwesten van het vasteland van Newfoundland.
De plaats is in het westen vergroeid met Card's Harbour en ligt in vogelvlucht zo'n kilometer ten zuiden van Triton West. Jim's Cove is met die twee plaatsen verbonden via provinciale route 380. 
Jim's Cove is officieel erkend als een buurt (neighbourhood) van de gemeente Triton.

## Geschiedenis
Jim's Cove ontstond, net zoals de andere plaatsen op Triton Island, in de loop van de 19e eeuw als vissersnederzetting. Het waren vissers die in de wateren van Badger Bay en Seal Bay actief waren die zowel deze plaats als Card's Harbour stichtten.
In 1958 kreeg de plaats voor het eerst een lokaal bestuur doordat ze tezamen met buurdorp Card's Harbour deel ging uitmaken van de nieuw opgerichte gemeente Jim's Cove-Card's Harbour. In 1961 fuseerde die gemeente met het aangrenzende Triton, bestaande uit Triton West en Triton East. De fusiegemeente noemde oorspronkelijk Triton-Jim's Cove-Card's Harbour, totdat de naam in 1980 ingekort werd naar simpelweg Triton.
In 1968 werd provinciale route 380 aangelegd, inclusief de causeway tussen Triton Island en Pilley's Island, waardoor de plaats een groei kende.